# Den som dödade helvetets änglar
Den som dödade helvetets änglar är en roman av Jan Guillou, utgiven av Piratförlaget den 19 januari 2022. Erik Ponti funderar under Corona-pandemin över sitt liv och författarskap och nedtecknar lite vad som faller honom in. Då han hör talas om en spektakulär skjutning i Stockholms undre värld vaknar journalisten inom honom och han börjar undersöka händelsen närmare. Av någon anledning återvänder hans tankar ofta till greve Carl Hamilton.